# Radek Opršal
Radek Opršal (* 9. května 1978, Ostrava) je bývalý český fotbalista, levý obránce. 

## Fotbalová kariéra
Začínal v FC NH Ostrava. Českou ligu hrál za SK Hradec Králové, nastoupil v 8 ligových utkáních. Dále působil v zahraničí v týmech FC Nitra, 1. FC Košice, FK Inter Bratislava, Zagłębie Lubin,  a ŠK Slovan Bratislava. Po návratu do Česka hrál druhou ligu za FC Vítkovice. Následně zamířil do Rumunsko do týmů FC Național București, AS Progresul București a Astra Ploieşti, kde ukončil aktivní kariéru.

## Ligová bilance
| Ročník                                | Zápasy | Góly | Klub                   |
| ------------------------------------- | ------ | ---- | ---------------------- |
| 2. česká fotbalová liga 1998/1999     | 28     | 2    | FC NH Ostrava          |
| Gambrinus liga 1999/2000              | 8      | 0    | SK Hradec Králové      |
| 2. slovenská fotbalová liga 2000/2001 | –      | –    | FC Nitra               |
| 1. slovenská liga 2001/2002           | 14     | 0    | 1. FC Košice           |
| 1. slovenská liga 2001/2002           | 16     | 1    | FK Inter Bratislava    |
| 1. slovenská fotbalová liga 2002/2003 | 21     | 0    | FK Inter Bratislava    |
| 1. slovenská liga 2003/2004           | 14     | 1    | FK Inter Bratislava    |
| 1. polská liga 2004/2005              | 1      | 0    | Zagłębie Lubin         |
| 2. slovenská fotbalová liga 2004/2005 | –      | –    | ŠK Slovan Bratislava   |
| 2. česká fotbalová liga 2005/2006     | 20     | 0    | FC Vítkovice           |
| 2. česká fotbalová liga 2006/2007     | 14     | 0    | FC Vítkovice           |
| 1. rumunská liga 2006/2007            | 11     | 0    | FC Național București  |
| 2. rumunská liga 2007/2008            | 21     | 2    | AS Progresul București |
| 2. rumunská liga 2008/2009            | 5      | 0    | AS Progresul București |
| 1. rumunská liga 2009/2010            | 30     | 1    | Astra Ploieşti         |
| 1. rumunská liga 2010/2011            | 20     | 2    | Astra Ploieşti         |
| 1. rumunská liga 2011/2012            | 9      | 1    | Astra Ploieşti         |
| CELKEM 1. česká liga                  | 8      | 0    |                        |
| CELKEM 1. polská liga                 | 1      | 0    |                        |
| CELKEM 1. slovenská liga              | 65     | 2    |                        |
| CELKEM 1. rumunská liga               | 70     | 4    |                        |